# David Sassoli
David Maria Sassoli (ur. 30 maja 1956 we Florencji, zm. 11 stycznia 2022 w Aviano) – włoski dziennikarz, prezenter telewizyjny i polityk, poseł do Parlamentu Europejskiego VII, VIII i IX kadencji, przewodniczący Parlamentu Europejskiego IX kadencji (2019–2022).

## Życiorys
Absolwent nauk politycznych na Uniwersytecie Florenckim. W połowie lat 80. zajął się profesjonalnym dziennikarstwem (w 1986 uzyskał odpowiednie uprawnienia zawodowe). Początkowo związany z pismem „Il Giorno”. W 1992 został zatrudniony w koncernie telewizyjnym RAI. Zaczął pracować w redakcji programu informacyjnego TG3, a także prowadzić własne programy publicystyczne. Zatrudniony następnie w kanale Rai 2. Pod koniec lat 90. przeszedł do Rai 1, gdzie wkrótce objął prowadzenie głównego wydania dziennika TG1.
W 2009 został liderem jednej z regionalnych list Partii Demokratycznej w wyborach do Parlamentu Europejskiego, uzyskując w wyborach mandat europosła. W 2014 i 2019 z powodzeniem ubiegał się o europarlamentarną reelekcję.
3 lipca 2019 został wybrany na przewodniczącego Parlamentu Europejskiego IX kadencji. Wybór uzyskał w drugiej turze głosowania, otrzymując w niej 345 głosów.
Zmarł w trakcie pełnienia tej funkcji 11 stycznia 2022 w centrum onkologicznym w Aviano. Został pochowany na cmentarzu w Sutri.